# 蒙縣 (交阯)
蒙縣，是明代交阯承宣布政使司下轄的一個縣，治所可能在今越南山蘿省木州西北。

## 沿革
- 永樂五年（1407年）六月癸未置四忙縣，屬嘉興直隸州領[3]。
- 永樂十四年(1416年)五月丙午，設蒙縣醫學、儒學[4]。
- 永樂十七年秋九月丙辰，省蒙縣入嘉興直隸州[5]。